# ICAM2
ICAM2 (англ. Intercellular adhesion molecule 2) – білок, який кодується однойменним геном, розташованим у людей на короткому плечі 17-ї хромосоми. Довжина поліпептидного ланцюга білка становить 275 амінокислот, а молекулярна маса — 30 654.
| 10         |  | 20         |  | 30         |  | 40         |  | 50         |
| ---------- |  | ---------- |  | ---------- |  | ---------- |  | ---------- |
| MSSFGYRTLT |  | VALFTLICCP |  | GSDEKVFEVH |  | VRPKKLAVEP |  | KGSLEVNCST |
| TCNQPEVGGL |  | ETSLDKILLD |  | EQAQWKHYLV |  | SNISHDTVLQ |  | CHFTCSGKQE |
| SMNSNVSVYQ |  | PPRQVILTLQ |  | PTLVAVGKSF |  | TIECRVPTVE |  | PLDSLTLFLF |
| RGNETLHYET |  | FGKAAPAPQE |  | ATATFNSTAD |  | REDGHRNFSC |  | LAVLDLMSRG |
| GNIFHKHSAP |  | KMLEIYEPVS |  | DSQMVIIVTV |  | VSVLLSLFVT |  | SVLLCFIFGQ |
| HLRQQRMGTY |  | GVRAAWRRLP |  | QAFRP      |  |            |  |            |

A: Аланін

C: Цистеїн

D: Аспарагінова кислота

E: Глутамінова кислота

F: Фенілаланін

G: Гліцин

H: Гістидин

I: Ізолейцин

K: Лізин

L: Лейцин

M: Метіонін

N: Аспарагін

P: Пролін

Q: Глутамін

R: Аргінін

S: Серин

T: Треонін

V: Валін

W: Триптофан

Задіяний у такому біологічному процесі, як клітинна адгезія. 
Локалізований у мембрані.